# Шабалина (Тюменская область)
Шабалина — деревня в Армизонском районе Тюменской области России. Входит в состав Орловского сельского поселения.

## География
Деревня находится в южной части Тюменской области, в лесостепной зоне, в пределах Ишимской равнины, на южном берегу озера Шабалина, на расстоянии примерно 14 километров (по прямой) к востоку-юго-востоку (ESE) от села Армизонское, административного центра района.
Абсолютная высота — 135 метров над уровнем моря.
Уличная сеть деревни состоит из одной улицы (ул. Полевая), хотя раньше в Шабалино улиц было 2 и назывались они Россия и Сибирь.

### Климат
Климат резко континентальный с теплым летом и суровой холодной зимой. Годовое количество осадков — 310 мм. Средняя температура января составляет −18,2 °C, июля — +18,1 °C.

### Часовой пояс
Деревня Шабалина, как и вся Тюменская область, находится в часовой зоне МСК+2. Смещение применяемого времени относительно UTC составляет +5:00.

## История
Деревня Шабалина получила свое название от фамилии крестьян-переселенцев Шабалиных, которые одними из первых приехали на эти территории для освоения Сибирских территорий. Задокументированная история села (по обнаруженным архивным документам) прослеживается с конца 18, начала 19 вв. В «Списке населенных мест Российской империи» 1871 года издания (по сведениям 1868—1869 годов) населённый пункт упомянут как казённое село Шабалино Ишимского округа Тобольской губернии, при озере Шабалином, расположенная в 113 верстах от окружного центра города Ишим.
В селе насчитывалось 93 двора и проживало 494 человека. Имелась православная церковь.
В 1926 году в селе Шабалинском имелось 170 хозяйств и проживало 905 человек (430 мужчин и 475 женщин). Функционировала школа I ступени. В административном отношении являлась центром Шабалинского сельсовета Армизонского района Ишимского округа Уральской области.

## Население
| 1989 | 2002 | 2010 |
| ---- | ---- | ---- |
| 7    | ↗15  | ↘14  |

### Гендерный и национальный состав
В селе к 1871 году из 494 человек 251 мужчина и 243 женщины. В 1926 году проживало 905 человек, из них 430 мужчин и 475 женщин. По данным Всероссийской переписи населения 2010 года в гендерной структуре населения мужчины составляли 57,1 %, женщины — 42,9 %.
Согласно результатам переписи 2002 года, в национальной структуре населения русские составляли 93 % из 15 чел.
Основные фамилии жителей деревни Шабалина:
Шабалины
Азаровы
Яковлевы
Спиридоновы
Спирины
Егоровы
Макаровы
Антипины
Агеевы
Лебедевы
Никифоровы
Ерофеевы
Кочневы
Сироткины
Третьяковы
Шулеповы
Плоских
Степановы